# تریسی لوردز
تریسی الیزابت لوردز (انگلیسی: Traci Lords؛ زاده ۷ مهٔ ۱۹۶۸) بازیگر، خواننده، مدل، نویسنده، تهیه‌کننده و کارگردان آمریکایی است. در اواسط دهه ۱۹۸۰، او یکی از مطلوب‌ترین بازیگران پورنوگرافی در صنعت سرگرمی بزرگسالان بود.
از فیلم‌هایی که وی در آن نقش داشته‌است، می‌توان به گریان، تیغه، سریال مام و من امیدوارم آن‌ها در جهنم آبجو سرو کنند، چیره‌دستی، هشت دیوانه و اخراج اشاره کرد.